# Rosella de Svalbard
Papaver dahlianum, o rosella de Svalbard, és una planta del gènere de la rosella o pipiripit comuna a l'arxipàlag àrtic noruec de Svalbard, nord-est de Groenlàndia i petites zones del nord de Noruega. És la flor oficial del comtat de Svalbard.

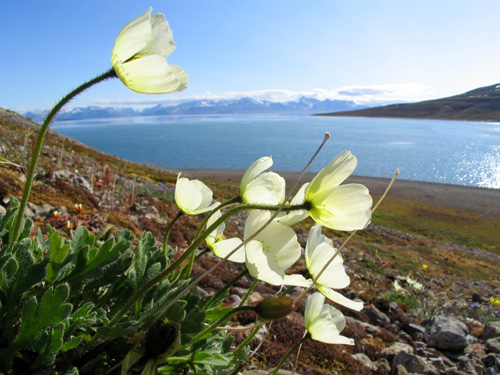
Rosella de Svalbard

Fa de 10 a 25 cm d'alt i té les fulles basals llargament peciolades formant una roseta. Les fulles són dissectes pinnades i hirsutes. Les tiges florals són primes, sovint arcuades i hirsutes. Les flors fan de 2 a 4 cm de diàmetre, amb 4 pètals blancs o grocs lleugerament ondulats i dos sèpals amb forma de barca densament hirsuts amb pèls de color marró fosc. El fruit és una càpsula ovoide coberta amb pèls i conté nombroses llavors.
Aquesta rosella creix en graves, vores de camins i altres llocs pertorbats. Es tracta de la planta amb flor que arriba a més altitud a Svalbard: apareix a la tundra i també al desert polar.
L'espècie emparentada, Papaver radicatum, és la planta amb flor que arriba més al nord del món. Es troba a l'illa Kaffeklubben, la zona terrestre més a propera al pol Nord.